# Zametopias speculator
Zametopias speculator är en spindelart som beskrevs av Tord Tamerlan Teodor Thorell 1892. Zametopias speculator ingår i släktet Zametopias och familjen krabbspindlar. Inga underarter finns listade i Catalogue of Life.